# Test de evaluación de francés
El test de evaluación de francés (TEF) es el principal test estandarizado de francés como lengua extranjera, distribuido en el mercado de las lenguas en el mundo. Permite medir sus competencias de comprensión y de expresión en francés general. Los resultados están indexados sobre los niveles del Marco europeo común de referencia para las lenguas del Consejo de Europa (CECRL).
Creado en 1998 por el Centro de lengua francesa de la CCI París Isla de Francia, está reconocido : 
- en Francia por el Ministerio de la Educación nacional francés y el Ministerio del Interior, de ultramar, de las colectividades territoriales y de la inmigración,
- en Canadá por el ministerio Ciudadanía e Inmigración Canadá (CIC)
- en Quebec por el Ministerio de la Inmigración, de la Diversidad y de la Inclusión (MIDI) con la versión TEFAQ.[2]

Para responder a las necesidades de los candidatos, el TEF se declina en 4 versiones diferentes :

## Test evaluador de #francés Canadá (TEF Canadá)
El TEF Canadá ha sido designado por Ciudadanía e Inmigración Canadá y el ministerio de la Inmigración de la Diversidad y de la Inclusión (MIDI) de Quebec para todos los programas de inmigración económica que necesitan, o acepten, las pruebas de conocimientos lingüísticos.

### Público
Toda persona que tiene un proyecto : 
- de emigración duradera hacia el Canadá federal o Quebec,
- de acceso a la ciudadanía canadiense

### Competencias evaluadas
El TEF Canadá evalúa vuestras competencias en franceses al escrito y al oral :
Comprensión oral : 40 min – 60 preguntas
Comprensión escrita : 60 min – 50 preguntas
Expresión oral : 15 min – 2 temas
Expresión escrita : 60 min – 2 temas

### Nivel requerido
Un nivel mínimo establecido en el nivel 7 de los niveles de competencia lingüística canadiense (NCLC) está requerido (B2 del CECRL)
Ver página oficial de CIC : http://www.cic.gc.ca/francais/immigrer/qualifie/langues-test.asp

## Test evaluación de francés para el acceso en Quebec (TEFAQ)
El TEFAQ es una prueba de francés general que tiene como objetivo medir el nivel de conocimientos y habilidades en francés en comprensión y expresión oral. Es la versión del TEF reconocida por el ministerio de la Inmigración de la Diversidad y de la Inclusión (MiDI) de Quebec en el marco de una solicitud oficial de inmigración.

### Público
Toda persona que tiene un proyecto : 
- de emigración duradera hacia la Provincia de Quebec
- de acceso a la ciudadanía canadiense

### Competencias puntuadas
El TEFAQ proporciona al candidato una fotografía lingüística de su nivel en francés oral (comprensión oral y expresión oral).
Los solicitantes principales que lo deseen pueden igualmente hacer valer su nivel de competencia escrita pasando las pruebas de comprensión y expresión escrita.
Lo ubica sobre una escalera de 7 niveles indexados sobre los niveles del CECRL  y sobre la escalera quebequense de niveles de competencia en francés de las personas inmigrantes adultas.

### Nivel requerido
Un nivel mínimo fijado al nivel B2 del CECRL para la obtención de puntos según el baremo siguiente (reglamentación al 1.º de agosto de 2013) :
Requiriendo principal : 16 puntos máximo
|                     | A1 a B1 | B2       | C1       | C2       |
| ------------------- | ------- | -------- | -------- | -------- |
| Comprensión oral    | 0 punto | 5 puntos | 6 puntos | 7 puntos |
| Expresión oral      | 0 punto | 5 puntos | 6 puntos | 7 puntos |
| Comprensión escrita | 0 punto | 1 punto  | 1 punto  | 1 punto  |
| Expresión escrita   | 0 punto | 1 punto  | 1 punto  | 1 punto  |

Cónyuge del demandante principal: 14 puntos máximo
|                  | A1 a B1 | B2       | C1       | C2       |
| ---------------- | ------- | -------- | -------- | -------- |
| Comprensión oral | 0 punto | 5 puntos | 6 puntos | 7 puntos |
| Expresión oral   | 0 punto | 5 puntos | 6 puntos | 7 puntos |

## TEF para la naturalización
El TEF para la naturalización ha sido designada por el Ministerio del Interior, de ultramar, de las colectividades territoriales y de la inmigración, para atestiguar de su nivel en lengua francesa en el marco de una petición de naturalización del Estado francés.

### Público
Toda persona que tiene un proyecto de acceso a la nacionalidad francesa.

### Competencias puntuadas
El TEF para la naturalización proporciona al candidato una fotografía lingüística de su nivel en francés oral (comprensión oral y expresión oral).
Lo ubica sobre una escalera de 7 niveles indexados sobre los niveles del CECRL

### Nivel requerido
Un nivel mínimo fijado al nivel B1 del CECRL está requerido.

## TEF para los estudios en Francia
El TEF para los estudios en Francia es reconocido oficialmente desde 2012 por el Ministerio de la Enseñanza superior y de la Investigación en el marco una primera inscripción en primer ciclo de estudios universitarios

### Público
Todo estudiante extranjero candidato a una primera inscripción en primero año de licencia, en una universidad en Francia.

### Competencias puntuadas
1. Comprensión oral : 40 min – 60 preguntas
2. Comprensión escrita : 60 min – 50 preguntas
3. Expresión escrita : 60 min – 2 temas
4. Léxico y estructura : 30 min – 40 temas

### Nivel requerido
Los candidatos tienen que satisfacer a las pruebas orales y escritas del TEF, y obtener al menos 14/20 a la prueba de expresión escrita.